# Billancelles
Billancelles é uma comuna francesa na região administrativa do Centro, no departamento Eure-et-Loir. Estende-se por uma área de 12 km². Em 2010 a comuna tinha 333 habitantes (densidade: 27,8 hab./km²).